# Leopoldo Contarbio
Leopoldo Contarbio, né le 29 avril 1929, à Buenos Aires, en Argentine, mort le 24 août 1993, est un joueur argentin de basket-ball.

## Palmarès
- Champion du monde 1950
- Finaliste des Jeux panaméricains de 1951